# Ida Da Poian
Ida Da Poian Stiz (Sedico, 5 maggio 1946) è un'ex arciera italiana.

## Carriera
Nata a Sedico, in provincia di Belluno, nel 1946, nel 1970 è stata tra i soci fondatori della Compagnia Arcieri del Piave. A 30 anni ha partecipato ai Giochi Olimpici di Montréal 1976, nella gara individuale femminile, presente per la seconda volta ai Giochi, prima italiana nella storia a parteciparvi insieme a Franca Capetta, terminando diciannovesima con 2339 punti.